# Atletica leggera ai Giochi della IX Olimpiade - Salto in lungo

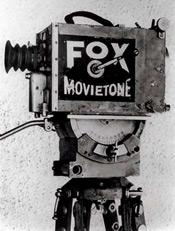
Video della Finale (durata: 0'44")

## L'eccellenza mondiale
| Vincitore selezioni USA | 7,90 | Edward Hamm      | Presente |
| Seconda prest. mondiale | 7,64 | Rudolf Dobermann | Presente |

L'americano Edward Hamm stabilisce ai Trials il nuovo record del mondo. Si presenta ad Amsterdam come favorito.

## Risultati
Tutti gli iscritti hanno diritto a tre salti. I primi sei disputano la finale (tre ulteriori salti).

I sei finalisti si portano dietro i risultati della qualificazione.

### Turno eliminatorio
Alla seconda prova Edward Hamm atterra a 7,73: è il nuovo record dei Giochi. Conferma il suo stato di forma con 7,68 alla terza prova. Il connazionale DeHart, il campione in carica, si ferma a 7,11.

L'haitiano Silvio Cator salta 7,58 e si accredita come maggior rivale dell'americano. Il fresco primatista europeo, Rudolf Dobermann (10 giugno), viene eliminato con 6,91.
| PG | PF | Atleta            | Nazione     | Misura |
| -- | -- | ----------------- | ----------- | ------ |
| 1  | 1  | Edward Hamm       | Stati Uniti | 7,73   |
| 2  | 2  | Silvio Cator      | Haiti       | 7,58   |
| 3  | 5  | Erich Köchermann  | Germania    | 7,35   |
| 4  | 14 | Erling Aastad     | Norvegia    | 7,07   |
| 5  | 17 | Toon van Welsenes | Paesi Bassi | 6,96   |
| 6  | 21 | Paddy Anglim      | Irlanda     | 6,81   |
| 7  | 28 | Jacques Flouret   | Francia     | 6,64   |
| 8  | 34 | Óscar Alvarado    | Cile        | 6,51   |
| 8  | 34 | Edmond Médécin    | Monaco      | 6,51   |
| 10 | 36 | Tibor Püspöki     | Ungheria    | 6,45   |
| 11 | 40 | Alfred Sutter     | Svizzera    | 6,23   |

| PG | PF | Atleta           | Nazione          | Misura |
| -- | -- | ---------------- | ---------------- | ------ |
| 1  | 3  | Alfred Bates     | Stati Uniti      | 7,40   |
| 2  | 4  | Willi Meier      | Germania         | 7,39   |
| 3  | 10 | Olle Hallberg    | Svezia           | 7,18   |
| 4  | 19 | Toimi Tulikoura  | Finlandia        | 6,88   |
| 5  | 24 | Imre Fekete      | Ungheria         | 6,77   |
| 6  | 25 | Virgilio Tommasi | Italia           | 6,76   |
| 7  | 33 | Zdzislaw Nowak   | Polonia          | 6,57   |
| 8  | 37 | Dalip Singh      | India Britannica | 6,45   |
| 9  | 39 | James Cohen      | Gran Bretagna    | 6,39   |

| PG | PF | Atleta                | Nazione       | Misura |
| -- | -- | --------------------- | ------------- | ------ |
| 1  | 7  | Ed Gordon             | Stati Uniti   | 7,32   |
| 2  | 8  | Eric Svensson         | Svezia        | 7,29   |
| 3  | 11 | Mikio Oda             | Giappone      | 7,11   |
| 4  | 15 | Helmut Schlöske       | Germania      | 6,99   |
| 5  | 20 | Gijs Lamoree          | Paesi Bassi   | 6,87   |
| 6  | 23 | Lajos Balogh          | Ungheria      | 6,79   |
| 7  | 25 | Enrico Torre          | Italia        | 6,76   |
| 8  | 29 | Konstantinos Petridis | Grecia        | 6,63   |
| 9  | 32 | Reginald Revans       | Gran Bretagna | 6,58   |
| 10 | 38 | Johannes Viljoen      | Sudafrica     | 6,44   |

| PG | PF | Atleta               | Nazione     | Misura |
| -- | -- | -------------------- | ----------- | ------ |
| 1  | 6  | Hannes de Boer       | Paesi Bassi | 7,32   |
| 2  | 9  | Chūhei Nanbu         | Giappone    | 7,25   |
| 3  | 11 | Vilho Tuulos         | Finlandia   | 7,11   |
| 3  | 11 | DeHart Hubbard       | Stati Uniti | 7,11   |
| 5  | 16 | Alfonso de Gortari   | Messico     | 6,97   |
| 6  | 18 | Rudolf Dobermann     | Germania    | 6,91   |
| 7  | 22 | Adolf Meier          | Svizzera    | 6,80   |
| 8  | 27 | Charles Alzieu       | Francia     | 6,70   |
| 9  | 30 | Hermann Brügmann     | Danimarca   | 6,62   |
| 10 | 31 | Arild Lenth          | Norvegia    | 6,60   |
| 11 | 41 | Fernando Labourdette | Spagna      | 6,16   |

### Finale
Nei tre salti di finale ci si aspetta un duello tra i due dominatori. Hamm esegue un altro buon salto a 7,66; Cator invece non va oltre i 7,22.
| Pos.    | Atleta           | Età | Nazione     | Misura | Salti qualificazione | Salti qualificazione | Salti qualificazione | Salti Finale | Salti Finale | Salti Finale |
| Pos.    | Atleta           | Età | Nazione     | Misura | 1°                   | 2°                   | 3°                   | 1°           | 2°           | 3°           |
| ------- | ---------------- | --- | ----------- | ------ | -------------------- | -------------------- | -------------------- | ------------ | ------------ | ------------ |
| Oro     | Edward Hamm      | 22  | Stati Uniti | 7,73   | ?                    | 7,73                 | 7,68                 | 7,66         | 7,22         | -            |
| Argento | Silvio Cator     | 28  | Haiti       | 7,58   | N                    | 7,50                 | 7,58                 | 7,20         | 7,22         | N            |
| Bronzo  | Alfred Bates     | 23  | Stati Uniti | 7,40   | 7,40                 | N                    | N                    | 6,79         | 6,92         | 6,75         |
| 4       | Willi Meier      | 21  | Germania    | 7,39   | 7,35                 | 7,39                 | 7,05                 | N            | 7,27         | 7,23         |
| 5       | Erich Köchermann | 24  | Germania    | 7,35   | 7,35                 | 7,16                 | 7,25                 | 7,05         | N            | 6,85         |
| 6       | Hannes de Boer   | 29  | Paesi Bassi | 7,32   | 7,04                 | 7,22                 | 7,32                 | N            | N            | N            |